# Bulbophyllum orthosepalum
Bulbophyllum orthosepalum là một loài phong lan thuộc chi Bulbophyllum.